# سیارک ۵۷۳۸
سیارک ۵۷۳۸ (به انگلیسی: 5738 Billpickering، نامگذاری:1989UY3) پنج هزار و هفتصد و سی و هشتمین سیارک کشف شده‌است که در ۲۷ اکتبر ۱۹۸۹ کشف شد.
قدر مطلق سیارک برابر ۱۴٫۱۰ است.